# Kamov Ka-8
Kamov Ka-8 pojmenovaný „Irkutjanin“ (rusky Ка-8 „Иркутянин“, neboli obyvatel Irkutsku, na počest Kamovova rodiště) byl malý nekapotovaný sovětský experimentální vrtulník, na němž konstruktér Nikolaj Iljič Kamov úspěšně uplatnil konstrukci rotoru se dvěma protiběžnými rotory (tzv. koaxiální konstrukce). Prototyp stroje poprvé vzlétl 12. listopadu 1947. Pro svůj motocyklový motor byl přezdíván „Létající motocykl“.
Díky svým rozměrům a manévrovacím schopnostem zaujal vedení sovětského námořnictva, nevyžadoval totiž zvláštní úpravy na menších plavidlech, odkud by operoval. Vrchní velitel námořnictva admirál Nikolaj Gerasimovič Kuzněcov dostal nápad založit konstrukční kancelář pod Kamovovým velením specializovanou na námořní helikoptéry. Od tohoto dne byly aktivity N. I. Kamova orientovány na námořnictvo.
Vrtulník se stal základem pro generaci sovětských vrtulníků značky Kamov, která se úspěšně vyráběla od 50. let 20. století a vyrábí se dodnes.

## Technické údaje
data z publikace The Illustrated Encyclopedia of Helicopters, New York: Bonanza Books, 1984.
- Pohon: 1× vzduchem chlazený 2válcový pístový motor M-76; výkon 33,4 kW
- Délka: 3,7 m
- Průměr rotoru: 5,60 m
- Výška: 2,50 m
- Hmotnost prázdného stroje: 183 kg
- Maximální hmotnost: 275 kg
- Rychlost: 80 km/h
- Dostup: 250 m
- Posádka: 1